# Павао Пинтарић
Павао Пинтарић (1913 — 1990 ) је био адвокат, бивши југословенски мачевалац који се такмичио у борбама сабљом и међународни судија за сабљу. Био је члан Мачевалачког клуба Младост из Загреба.

## Биографија
Бавио се атлетиком, веслањем, јахањем и мачевањем. Најзапаженије резултате постигао је у мачевању у периоду од 1931. до 1956.. Учествовао је на првенствоима Југославије, света и олимпијским играма.
Наступао је на међународним мачевалачлим турнирима у Аустрији, Мађарској, Немачкој, Италији, Румунији, Француској и Турској.
Био је секретар Југословенског мачавалачког савеза 1938. и Мачевалачког савеза Хрватске 1947..

## Резултати
Први успех је постигао као јуниор поставши првак Југославије у сабљи 1931. што је поновио у сениорској конкуренцији 1947, 1950. и 1951. Други је на првенствима Југославије 1954, а трећи 1948. и 1949.
Учествовао је на Летњим олимпијским играма 1936. у Берлину у појединачној и екипној конкуренцији. Екипу Југославије у сабљи сачињавали су: Крешимир Третињак, Миливој Радовић. Еуген Јакобчић, Едо Марион и Павао Пинтарић.
У првом колу појединачне конкуренције такмичио се у групи 8 која је имала 7 учесника.

### Група 8 појединачно
| Противник        | Нација    | Резултат |
| ---------------- | --------- | -------- |
| Винченцо Пинтон  | Италија   | 1 : 5    |
| Динмитар Василев | Бугарска  | 4 : 5    |
| Парис Родригез   | Уругвај   | 2 : 5    |
|                  | Холандија | 2 : 5    |
| Кармело Мерло    | Аргентина | 5 : 2    |
| Ivar Tingdahl    | Шведска   | 5 : 4    |

На табели групе 8 Павао Пинтарић је заузео 7. место са јеном победом и пет пораза, па се није пласирао за даље такмичење:
| Место | ПОБ | ПОР | ТД | ТП |
| 7.    | 1   | 5   | 16 | 29 |
| ----- | --- | --- | -- | -- |

У екипном такмичење Југославија је била у групи 7 се САД, Турском и Швајцарском. У сваком мечу екипу су чинила четворица такмичара. Пинтарић је био у екипи само у мечу против Швајварске коју је Југославија изгубила са 9 : 7.
Мечеви Пинтарића против Швајцарске
| Противник           | Резултат |
| ------------------- | -------- |
| Адолф Штокер        | 4 : 5    |
|                     | 5 : 1    |
| Charles Glasstetter | 5 : 1    |
| Валтер Видеман      | 5 : 3    |